# Синдея
Синдея — река в России, приток Лозьвы. Протекает по Гаринскому городскому округу Свердловской области. Небольшие участки нижнего течения в Ивдельском и Серовском городских округах. Исток в озере Карасье-Синдейское, течёт преимущественно на запад по болоту Озёрное. Берега в верхнем течении заболочены. Протекает через безымянное озеро и озеро Нижнесиндейское. В нижнем течении русло сильно извилистое, образует старицы. 
Устье реки находится в 152 км по левому берегу реки Лозьва, в урочище Синдея. Длина реки составляет 23 км. Уровень уреза воды в истоке 76,5 м, в устье 63 м. Ранее  возле места впадения в Лозьву находилась деревня Синдея, упразднённая в 1972 году.
Система водного объекта: Лозьва → Тавда → Тобол → Иртыш → Обь → Карское море.

## Данные водного реестра
По данным государственного водного реестра России относится к Иртышскому бассейновому округу, водохозяйственный участок реки — Тавда от истока и до устья, без реки Сосьва от истока до водомерного поста у деревни Морозково, речной подбассейн реки — Тобол. Речной бассейн реки — Иртыш.
Код объекта в государственном водном реестре — 14010502512111200009458.